# UFC on Fox: Henderson vs. Melendez
UFC on Fox: Henderson vs. Melendez (ou UFC on Fox 7) foi um evento de MMA promovido pelo Ultimate Fighting Championship, ocorrido no dia 20 de abril de 2013 no HP Pavilion em San Jose, Califórnia. 

## Background
O evento contou com a luta entre Ben Henderson (Campeão Peso-Leve do UFC) e Gilbert Melendez (Campeão Peso-Leve do Strikeforce) pelo Cinturão Peso Leve do UFC. Também é esperado para contar com a luta entre o ex-Campeão Peso Pesado do UFC Frank Mir e o vencedor do Torneio de Pesados do Strikeforce Daniel Cormier enfrentando Frank Mir.
Clay Guida era esperado para enfrentar Chad Mendes no evento, porém foi obrigado a se retirar do evento com uma lesão, e foi substituído por Darren Elkins.
Dan Hardy era esperado para enfrentar Matt Brown no evento, porém foi obrigado a se retirar da luta com uma lesão e foi substituído por Jordan Mein.
Francisco Rivera era esperado para enfrentar Hugo Wolverine no evento, mas foi obrigado a se retirar do evento e foi substituído por T.J. Dillashaw.
O evento era esperado para receber a luta entre os pesos leves, Jon Tuck e Norman Parke, porém uma lesão tirou Tuck do evento e a luta foi retirada do evento.

## Card Oficial
Note 1 Pelo Cinturão Peso-Leve do UFC.

## Bônus da Noite
- Luta da Noite (Fight of the Night):  Matt Brown vs.  Jordan Mein
- Nocaute da Noite (Knockout of the Night):  Josh Thomson e  Yoel Romero
- Finalização da Noite (Submission of the Night): Não houve lutas terminadas em finalização no evento.